# 関口涼子
関口 涼子（せきぐち りょうこ、1970年12月21日 - ）は、日本生まれ、フランス在住の詩人、美術史家、翻訳家。

## 人物・来歴
東京都新宿区生まれ。神奈川県立鶴嶺高等学校在学中から詩人として頭角を現し、1989年に第26回現代詩手帖賞受賞。早稲田大学文学部在学中の1993年、詩集『カシオペア・ペカ』を刊行。1996年、東京大学大学院総合文化研究科比較文学比較文化専攻修士課程修了。その後パリに拠点を移し、自作のフランス語訳や多和田葉子の仏訳、漫画の仏訳を刊行する。「ナツヨウコ」の別名による著作もある。2004-10年フランス国立東洋言語文化学院講師。2012年フランス政府から芸術文化勲章シュヴァリエを受章。2022年、『ベイルート961番』の仏語版で第42回フランス-レバノン文学賞審査委員特別を受賞。

## 著作
- 『カシオペア・ペカ』（書肆山田） 1993
- 『(com)position』（書肆山田） 1996
- 『発光性diapositive』（書肆山田） 2000
- 『二つの市場、ふたたび』（書肆山田） 2001
- Calque 2001
- 『熱帯植物園』（書肆山田） 2004
- Héliotropes, 2005
- 『グラナダ詩編』（書肆山田） 2007
- Adagio Ma Non Troppo, 2007
- Ce n'est pas un Hasard : Chronique Japonaise, 2011
- L'astringent, 2012
- Manger Fantôme : Manuel Pratique de l'Alimentation Vaporeuse, 2012
- La Voix sombre, 2015
- 『カタストロフ前夜 - パリで3・11を経験すること』（明石書店） 2020
- 『ベイルート961時間（とそれに伴う321皿の料理）』（講談社） 2022

### 共著
- 『パリの友達』（やまだないと,ナツヨウコ共著、ベストセラーズ） 1999
- 『機 ともに震える言葉 (りぶるどるしおる)』（吉増剛造共著、書肆山田） 2006
- 『シャルリ・エブド事件を考える』（鹿島茂,堀茂樹共編著、白水社） 2015

## 翻訳

### フランス語から日本語へ
- 『灰と土』（アティーク・ラヒーミー、インスクリプト） 2003
- 『ラヴェル』（ジャン・エシュノーズ、みすず書房） 2007
- 『話してあげて、戦や王さま、象の話を』（マティアス・エナール、河出書房新社） 2012
- 『素晴らしきソリボ』（パトリック・シャモワゾー,パトリック・オノレ共訳、河出書房新社） 2015
- 『エコラリアス』（ダニエル・ヘラー=ローゼン、みすず書房） 2018
- 『セロトニン』（ミシェル・ウエルベック、河出書房新社） 2019
- 『カタストロフ前夜』（関口涼子、明石書店） 2020
- 『蛇の言葉を話した男』（アンドルス・キヴィラフク、河出書房新社） 2021
- 『離れがたき二人』（シモーヌ・ド・ボーヴォワール、早川書房） 2021

### 日本語からフランス語へ
- 吉増剛造『The Other Voice』
- 吉増剛造『絵馬』
- Train de Nuit avec Suspects （多和田葉子『容疑者の夜行列車』、ルナール・バヌン共訳）
- Sang et Os（梁石日『血と骨』、パトリック・オノレ共訳）

#### 漫画
- Chauds, chauds les petits pains ! : Et autres ragots du quartier（滝田ゆう）
- Oreillers de Laque (1): Du vent sur les fleurs（杉浦日向子『二つ枕』、パトリック・オノレ共訳）
- Oreillers de laque (2): Promis, c'est promis（杉浦日向子『ゑひもせす』、パトリック・オノレ共訳）
- Rock, Tôkyô Girls Bravo（岡崎京子『ROCK』）
- Sorcières（五十嵐大介『魔女』）
- Shinjuku Fever（久保ミツロウ『3.3.7ビョーシ!!』）
- 萩尾望都
- Divine Nanami（鈴木ジュリエッタ『神様はじめました』）
- Mitsuko Attitude（栗原まもる）

## 参考
- 『ぴあ　ピープルズファイル90』1989